# Sainte-Colombe-de-Montauroux
Sainte-Colombe-de-Montauroux est un village et une ancienne commune française, située dans le département de la Lozère en région Occitanie.

## Histoire
Le 1er février 1965, elle fusionne pour constituer la commune de Grandrieu,.

## Politique et administration

### Liste des maires jusqu'en 1965
| Période                                  | Période      | Identité      | Étiquette | Qualité |
| ---------------------------------------- | ------------ | ------------- | --------- | ------- |
| Les données manquantes sont à compléter. |              |               |           |         |
| ?                                        | janvier 1965 | Francois Brun |           |         |

## Démographie
| 1793 | 1800 | 1806 | 1821 | 1831 | 1836 | 1841 |
| ---- | ---- | ---- | ---- | ---- | ---- | ---- |
| 250  | 245  | 229  | 258  | 281  | 204  | 233  |

| 1846 | 1851 | 1856 | 1861 | 1866 | 1872 | 1876 |
| ---- | ---- | ---- | ---- | ---- | ---- | ---- |
| 254  | 227  | 235  | 227  | 217  | 220  | 236  |

| 1881 | 1886 | 1891 | 1896 | 1901 | 1906 | 1911 |
| ---- | ---- | ---- | ---- | ---- | ---- | ---- |
| 235  | 238  | 289  | 343  | 329  | 348  | 311  |

| 1921 | 1926 | 1931 | 1936 | 1946 | 1954 | 1962 |
| ---- | ---- | ---- | ---- | ---- | ---- | ---- |
| 263  | 250  | 239  | 228  | 170  | 136  | 142  |

## Culture locale et patrimoine

### Lieux et monuments
- Église de Sainte-Colombe-de-Montauroux